# Carlos Peucelle
Carlos Desiderio Peucelle (13. září 1908 – 1. dubna 1990) byl argentinský fotbalový útočník, který hrál jako vnitřní útočník nebo jako pravé křídlo a je považován za jednoho z nejlepších argentinských křídelníků v historii. Je také známý pro to, že se stal součástí začátků formace River Plate známé jako "La Maquina", která ve 40. letech dominovala jihoamerickému fotbalu.

## Hráčská kariéra
Peucelle hrál fotbal poprvé za kluby San Telmo a Sportivo Buenos Aires, než se připojil k argentinskému gigantovi River Plate za poplatek 10 000 pes.
Peucelle hrál za River Plate od roku 1931 do roku 1941 (ve 307 zápasech vstřelil 143 gólů). Během této doby se "Los Millonarios" stali šampiony Argentiny čtyřikrát, v letech; 1932, 1936, 1937 a 1941.
Peucelle také hrál za argentinský národní fotbalový tým, byl v týmu Mistrovství světa ve fotbale 1930, kde vstřelil tři góly, a hrál ve finálovém zápase proti Uruguayi, který Argentina prohrála 2-4.
Byl součástí dvou vítězných týmů Mistrovství Jižní Ameriky ve fotbale v letech 1929 a 1937.
Za Argentinu odehrál celkem 59 zápasů a vstřelil 12 gólů.

## Trenérská kariéra
Po odchodu do hráčského důchodu byl hlavním manažerem několika týmů po celé Latinské Americe. Ty zahrnovaly; Deportivo Cali v Kolumbii, Deportivo Saprissa v Kostarice, Sporting Cristal v Peru a Olimpia v Paraguayi. Peucelle také řídil River Plate a San Lorenzo v Argentině.

## Zajímavosti
- Peucelle založil první fotbalovou školu v Kolumbii.
- Peucelle je jeden z mužů, kteří založili slavnou "La Máquina" (Stroj), tým, který dominoval ve 40. letech jihoamerickému fotbalu. Zároveň napsal knihu s názvem "Futbol Todotiempo e Historia de La Máquina" (Fotbalové časy a historie "La Máquina").
- Získal přezdívku "El Primer Millonario" kvůli jeho velkému převodu peněz z klubu Sportivo Buenos Aires.

## Reprezentační góly
| #   | Datum             | Místo                                         | Soupeř   | Skóre | Výsledek | Soutěž                                    |
| --- | ----------------- | --------------------------------------------- | -------- | ----- | -------- | ----------------------------------------- |
| 1.  | 16. června 1929   | Estadio Gasómetro, Buenos Aires, Argentina    | Uruguay  | 1–0   | 2–0      | přátelský zápas                           |
| 2.  | 3. listopadu 1929 | Estadio Gasómetro, Buenos Aires, Argentina    | Peru     | 1–0   | 3–0      | Mistrovství Jižní Ameriky ve fotbale 1929 |
| 3.  | 26. července 1930 | Estadio Centenario, Montevideo, Uruguay       | USA      | 5–0   | 6–1      | Mistrovství světa ve fotbale 1930         |
| 4.  | 26. července 1930 | Estadio Centenario, Montevideo, Uruguay       | USA      | 6–0   | 6–1      | Mistrovství světa ve fotbale 1930         |
| 5.  | 30. července 1930 | Estadio Centenario, Montevideo, Uruguay       | Uruguay  | 1–1   | 2–4      | Mistrovství světa ve fotbale 1930         |
| 6.  | 19. dubna 1931    | Estadio de Puerto Sajonia, Asunción, Paraguay | Paraguay | 1–0   | 1–1      | přátelský zápas                           |
| 7.  | 22. září 1931     | Estadio de Puerto Sajonia, Asunción, Paraguay | Paraguay | 1–0   | 5–1      | přátelský zápas                           |
| 8.  | 18. července 1935 | Estadio Centenario, Montevideo, Uruguay       | Uruguay  | 1–0   | 1–1      | Copa Héctor Gómez 1935                    |
| 9.  | 5. března 1940    | Estadio Gasómetro, Buenos Aires, Argentina    | Brazílie | 2–0   | 6–1      | Roca Cup 1940                             |
| 10. | 5. března 1940    | Estadio Gasómetro, Buenos Aires, Argentina    | Brazílie | 3–0   | 6–1      | Roca Cup 1940                             |
| 11. | 5. března 1940    | Estadio Gasómetro, Buenos Aires, Argentina    | Brazílie | 4–0   | 6–1      | Roca Cup 1940                             |
| 12. | 17. března 1940   | Estadio Racing Club, Avellaneda, Argentina    | Brazílie | 3–0   | 5–1      | Roca Cup 1940                             |